# Бад Верисхофен
Бад Верисхофен (њем. Bad Wörishofen) град је у њемачкој савезној држави Баварска. Једно је од 52 општинска средишта округа Унтералгој. Према процјени из 2010. у граду је живјело 13.938 становника. Посједује регионалну шифру (AGS) 9778116.

## Географски и демографски подаци
Бад Верисхофен се налази у савезној држави Баварска у округу Унтералгој. Град се налази на надморској висини од 603-670 метара. Површина општине износи 57,8 km². У самом граду је, према процјени из 2010. године, живјело 13.938 становника. Просјечна густина становништва износи 241 становника/km².

## Међународна сарадња
| Мјесто    | Држава   | Врста сарадње | Од    |
| --------- | -------- | ------------- | ----- |
| Чебоксари | Русија   | партнерство   | 2009. |
| Филах     | Аустрија | контакт       | 1966. |
| Извор     |          |               |       |